# Сунь Ятсен (монітор)
Сунь Ятсен — канонерський човен, у часи СРСР класифікувався як монітор, броненосний артилерійський корабель прибережної дії ВМФ СРСР. Брав участь у радянсько-японській війні. За героїзм особового складу отримав почесне найменування «Гвардійський».

## Історія і бойовий шлях

### Спорудження
Російська імперія, зазнавши поразки в російсько-японській війні 1904–1905 років, була змушена вжити низку заходів щодо зміцнення далекосхідних кордонів держави. До їх числа увійшло спорудження серії з восьми на той час найпотужніших у світі річкових баштових канонерських човнів для бойових дій в басейні Амуру. Головний корабель — «Шквал», — був закладений у липні 1907 року на Балтійському заводі в Санкт-Петербурзі, і після спорудження в розібраному вигляді залізницею доставлений у село Кокуй на березі Шилки.

### В російському імператорському флоті
У середині липня 1909 року відбувся спуск корабля на воду, а 3 жовтня 1910 року він введений у стрій Далекосхідної флотилії.
З початком Першої світової війни, восени 1914 року, зі «Шквалу» був знятий один головний дизель для установки на підводний човен, що будувався, але корабель продовжував залишатися в строю.

### В радянській Росії
Навесні 1918 року «Шквал» ніс дозорну службу в гирлі річки Сунгарі, а в 1920 році він був захоплений японськими інтервентами і викрадений.

### В Радянському Союзі
У серпні 1925 року Японія повернула канонерського човна Радянському Союзу. 15 лютого 1927 року корабель був названий на честь одного з засновників Комуністичної партії Китаю Сунь Ятсена, а 6 листопада 1928 року був переведений в клас моніторів.
Під час збройного конфлікту на Китайсько-Східній залізниці (рос. КВЖД) монітор «Сунь Ятсен» під командуванням І. М. Нікітіна в жовтні 1929 року активно сприяв частинам Червоної армії при взятті укріпленого району і головної бази білокитайської Сунгарійської флотилії Тунцзян (Лахасусу). Влучним артилерійським вогнем радянського корабля були потоплені озброєні пароплави супротивника «Дзян-Тай» і «Дзян-Пай», а також подавлена плавуча батарея «Дун-І», що стала трофеєм радянських моряків. В подальшому «Сунь Ятсен», спільно з іншими кораблями Далекосхідної флотилії, висаджував десант і громив білокитайські війська під Фуцзинем (Фугдином).
У 1937–1938 роках було проведено капітальний ремонт корабля з його модернізацією.

### Радянсько-японська війна
Під час радянсько-японської війни 1945 року монітор брав участь у висадці десантів і захопленні вузлів опору супротивника Тунцзян, Фуцзянь, Цзямуси на річці Сунгарі. Особливо відзначився екіпаж корабля при взятті радянськими військами Фуцзинського укріпленого району. Діючи спільно з загоном бронекатерів, монітор «Сунь Ятсен» влучним артилерійським вогнем знищив 5 ворожих ДОТів, 12 ДЗОТів, склад з боєприпасами і шість мінометних батарей.
З виходом кораблів Червонопрапорної Амурської флотилії в річку Сунгарі, «Сунь Ятсен» продовжував виконувати бойові завдання у складі дозорно-розвідувального загону 1-ї бригади річкових кораблів, забезпечуючи командування флотилії розвідувальними даними про супротивника. Одночасно корабель перекидав десанти і підтримував артилерійським вогнем їх дії на березі, надаючи допомогу військам 2-го Далекосхідного фронту у наступальних операціях.
20 серпня, прибувши в Харбін, монітор брав участь у прийнятті капітуляції розташованого там японського гарнізону й кораблів Сунгарійської флотилії.
За сміливі та рішучі дії в боях з японськими мілітаристами, наказом наркома ВМФ СРСР від 30 серпня 1945 року монітор «Сунь Ятсен» був перетворений у «Гвардійський».

### Повоєнні роки
У 1949 році гвардійський корабель був перейменований в «Сучан».
У березні 1958 року монітор «Сучан» був роззброєний і виключений зі складу Військово-Морського Флоту СРСР.

## Відомі командири
- 1939–1945 роки — Корнер Віктор Дмитрович, капітан ІІІ рангу, Герой Радянського Союзу.